# Eveのすべて
『eveのすべて』（イヴのすべて）は、2012年11月5日から12月26日までフジテレビで不定期に放送されていたテレビドラマ。放送分数は回により異なる。

## 概要
フジテレビで深夜（24時台 - 27時台で関東ローカル）に不定期で放送されていた連続ドラマ。フジテレビによる番組説明のページは存在しているが、いわゆる公式サイトは存在していない。放送されるまで第何話が放送されるかは不明であった。フジテレビ地上波の番組としては珍しく、リピート放送のある番組であると言える。電子番組表上の情報には、ドラマのあらすじやスタッフ・出演者などの情報が一切表記されておらず、http:／／adm-is-sio6.comとだけ表記されている。このアドレスにアクセスすると、フジテレビのサイトを経由して自動的にYouTubeのチャンネルに転送されていた。このチャンネルでは、ドラマ本編（ただしストーリーの都合上、いくつかのシーンで放映版とは違う箇所がある）が配信されている。
のちに、CX-horrorsのページにて長江俊和監督の作品であることが正式に明らかにされた。
全編隠し撮り形式の撮影で、ストーリーはADM（アダム）なる謎の人物の視点で描かれている。

## キャスト
出演者に特に役名は与えられていない。出演している俳優の名前はすべて未公表。
イヴ
OL。二股交際している。無言電話や不審なメールに悩んでいる。ADMには、「イヴ（あるいはイブ）」と呼ばれている。
ADM（アダム）
イヴに密かに好意を寄せ、隠し撮りしストーキングしている謎の人物。清楚なイヴを愛しているアダムだったが、不倫を知りイヴに罰を与えようとする。また、イヴに対する呼び名や一人称を複数使い分けている。
イヴの彼氏
イヴの部屋の鍵を持っているほど親密な関係。イヴの二股発覚後は、突如激昂したり、留守中から部屋に潜んでいるなど、やや狂気じみた面がある。
イヴの上司
妻帯者。イヴと不倫している。
イヴの同僚の男
イヴに好意を寄せ食事に誘うが断られる。
イヴの同僚の女
イヴの親友で、いつもランチを共にしている。
管理人
イヴが住んでいるマンションの管理人。
老人
第2話で登場。駅の前で倒れそうになっている所をイヴが介抱した。

## スタッフ
- 監督：長江俊和[1]
- 脚本：未公表
- プロデュース：未公表
- 制作著作：フジテレビジョン

## サブタイトル
| 各話   | 初回放送日時                              | 2回目以降の放送日時                                                                                    | 放送分数 | 公式チャンネル アップロード日             | 公式チャンネル 再生時間 |
| ------ | ----------------------------------------- | --- | -------- | ----------------------------------------- | ----------------------- |
| 1／15  | 2012年11月5日（月） 25:10 - 25:15         | 2012年11月8日（木） 27:45 - 27:50 2012年11月9日（金） 25:30 - 25:35 2012年11月10日（土） 25:40 - 25:45 | 5分      | 2012年11月5日（月）                       | 2:55                    |
| 2／15  | 2012年11月13日（火） 27:50 - 27:57        | 2012年11月15日（木） 24:45 - 24:52                                                                     | 7分      | 2012年11月5日（月）                       | 6:01                    |
| 3／15  | 2012年11月16日（金） 26:05 - 26:14        | 2012年11月17日（土） 25:40 - 25:49                                                                     | 9分      | 2012年11月16日（金）                      | 6:58                    |
| 4／15  | 2012年11月19日（月） 27:25 - 27:30        | 2012年11月21日（水） 25:40 - 25:45 2012年11月22日（木） 27:15 - 27:20                                  | 5分      | 2012年11月22日（木）                      | 2:58                    |
| 5／15  | 2012年11月23日（金） 26:05 - 26:14        | 2012年11月24日（土） 27:55 - 28:04                                                                     | 9分      | 2012年11月24日（土）                      | 6:18                    |
| 6／15  | 2012年11月26日（月） 25:55 - 26:02        | 2012年11月28日（水） 27:10 - 27:17                                                                     | 7分      | 2012年11月28日（水） 2012年12月10日（月） | 4:52 4:54               |
| 7／15  | 2012年11月30日（金） 27:05 - 27:10        | 2012年12月1日（土） 25:55 - 26:00 2012年12月2日（日） 26:45 - 26:50                                    | 5分      | 2012年12月2日（日） 2012年12月10日（月）  | 2:18 2:19               |
| 8／15  | 2012年12月1日（土） 27:00 - 27:07         | 2012年12月3日（月） 27:45 - 27:52                                                                      | 7分      | 2012年12月3日（月）                       | 5:46                    |
| 9／15  | 2012年12月5日（水） 25:45 - 25:50         | 2012年12月6日（木） 25:45 - 25:57（前半）                                                              | 5分      | 2012年12月5日（水）                       | 3:14                    |
| 10／15 | 2012年12月6日（木） 25:45 - 25:57（後半） | 2012年12月7日（金） 27:55 - 28:04 2012年12月14日（金） 26:15 - 26:24                                   | 9分      | 2012年12月5日（水）                       | 6:53                    |
| 11／15 | 2012年12月8日（土） 27:15 - 27:20         | 2012年12月12日（水） 27:35 - 27:40 2012年12月13日（木） 27:25 - 27:30                                  | 5分      | 2012年12月5日（水）                       | 2:56                    |
| 12／15 | 2012年12月15日（土） 25:55 - 26:02        | 2012年12月20日（木） 25:55 - 26:02                                                                     | 7分      | 2012年12月18日（火）                      | 5:27                    |
| 13／15 | 2012年12月19日（水） 26:25 - 26:32        | 2012年12月20日（木） 27:32 - 27:39 2012年12月22日（土） 27:55 - 28:02                                  | 7分      | 2012年12月22日（土）                      | 4:56                    |
| 14／15 | 2012年12月19日（水） 27:27 - 27:36        | 2012年12月23日（日） 27:50 - 28:00                                                                     | 9分      | 2012年12月23日（日）                      | 6:56                    |
| 15／15 | 2012年12月24日（月） 27:10 - 27:17        | 2012年12月25日（火） 25:40 - 25:47 2012年12月26日（水） 26:45 - 26:52                                  | 7分      | 2012年12月24日（月）                      | 4:56                    |
| 16／16 | -                                         | - | -        | 2012年12月26日（水）                      | 1:41                    |

## 撮影場所
第2話から、駅の構造及び駅看板より関東鉄道・首都圏新都市鉄道の守谷駅・列車はキハ2100系であることが分かる。